# Gabriel François Quesnel
Pour les articles homonymes, voir Quesnel.
Gabriel Francois Quesnel (1742-1803) est un avocat et homme politique français.

## Biographie
Avocat à Pont-l'Évêque, il a été député du Calvados au Conseil des Cinq-Cents de 1797 à 1799.

## Référence
1. ↑  Base Sycomore.